# Diocesi di Torri di Ammenia
La diocesi di Torri di Ammenia (in latino Dioecesis Ammeniensis) è una sede soppressa e sede titolare della Chiesa cattolica.

## Storia
Torri di Ammenia, identificabile con Atmenia nell'odierna Algeria, è un'antica sede episcopale della provincia romana di Numidia.
Unico vescovo noto di questa diocesi è Vittore, il cui nome appare al 105º posto nella lista dei vescovi della Numidia convocati a Cartagine dal re vandalo Unerico nel 484; Vittore, come tutti gli altri vescovi cattolici africani, fu condannato all'esilio.
Dal 1933 Torri di Ammenia è annoverata tra le sedi vescovili titolari della Chiesa cattolica; dal 9 gennaio 2010 il vescovo titolare è Lucio Lemmo, già vescovo ausiliare di Napoli.

## Cronotassi

### Vescovi
- Vittore † (menzionato nel 484)

### Vescovi titolari
- Próspero Penados del Barrio † (28 luglio 1966 - 7 dicembre 1971 nominato vescovo di San Marcos)
- François-Marie-Christian Favreau † (24 novembre 1972 - 1979 dimesso)
- Fernando José Penteado (2 aprile 1979 - 5 luglio 2000 nominato vescovo di Jacarezinho)
- José Francisco Rezende Dias (28 marzo 2001 - 30 marzo 2005 nominato vescovo di Duque de Caxias)
- Ricardo Ernesto Centellas Guzmán (30 giugno 2005 - 25 novembre 2009 nominato vescovo di Potosí)
- Lucio Lemmo, dal 9 gennaio 2010